# سزان ۶۶۷۴
سیارک ۶۶۷۴ (به انگلیسی: 6674 Cezanne، نامگذاری:4272T-1) شش هزار و ششصد و هفتاد و چهارمین سیارک کشف شده‌است که در ۲۶ مارس ۱۹۷۱ کشف شد.
قدر مطلق سیارک برابر ۱۳٫۴۰ است.